# 田永诉北京科技大学案
田永诉北京科技大学案，正式名称为田永诉北京科技大学拒绝颁发毕业证、学位证案，是指北京科技大学学生田永起诉校方拒绝颁发毕业证、学位证的案件。此案在中国行政诉讼发展过程中具有里程碑的意义，更被司法部门誉为“行政诉讼第一案”。

## 起因
1996年2月29日，田永在电磁学补考中夹带纸条为校方认定为作弊行为，后被退学处理。但是，由于校方管理混乱，不同部门沟通不畅，并没有直接向田永宣布处分决定和送达变更学籍通知，也未给田永办理退学手续。在这样的情况下，田永继续以北京科技大学学生的身份进行学习、考试、研究等活动，并在丢失学生证之后顺利得到了补办。法庭上双方对田永学习成绩全部合格、并顺利完成毕业设计的事实没有争议。但是在1998年6月，北京科技大学以田永不具有该校学籍为理由，拒绝为其颁发毕业证、学位证，从而导致田永向北京市海淀区人民法院提起诉讼。

## 观点
- 原告田永认为自己符合大学毕业生的法定条件，北京科技大学拒绝给其颁发毕业证、学位证是违法行为，因此向北京市海淀区人民法院提起行政诉讼。
- 被告北京科技大学认为田永的学籍已被取消，不具备高等院校大学生的毕业条件，不给田永颁发毕业证、学位证和不办理毕业派遣手续的行为是正确的。
- 北京科技大学的部分教师曾为田永一事向原国家教委申诉，国家教委高校学生司于1998年5月18日致函校方，认为田永违反考场纪律一事处理过重，建议复查。同年6月10日，校方复查后，仍然维持原先决定。
- 田永所在的北京科技大学应用科学学院及物理化学系认为，田永符合大学毕业和授予学士学位的条件，因为学院当时正在与学校交涉田永的学籍问题，所以没有颁发毕业证和学位证。[4][1]

## 判决
1999年2月14日，北京市海淀区人民法院一审判决：
1. 被告北京科技大学在本判决生效之日起30日内向原告田永颁发大学本科毕业证书；
2. 被告北京科技大学在本判决生效之日起60日内召集本校的学位评定委员会对原告田永的学士学位资格进行审核；
3. 被告北京科技大学于本判决生效之日起30日内履行向当地教育行政部门上报原告田永毕业派遣的有关手续的职责；
4. 驳回原告田永的其它诉讼请求。

一审判决后，北京科技大学不服判决并提起上诉。北京市第一中级人民法院于1999年4月26日作出二审判决：

## 影响
此案在2014年被列入最高人民法院发布第九批指导性案例，其要点在于
1. 高等学校对受教育者因违反校规、校纪而拒绝颁发学历证书、学位证书，受教育者不服的，可以依法提起行政诉讼。
2. 高等学校依据违背国家法律、行政法规或规章的校规、校纪，对受教育者作出退学处理等决定的，人民法院不予支持。
3. 高等学校对因违反校规、校纪的受教育者作出影响其基本权利的决定时，应当允许其申辩并在决定作出后及时送达，否则视为违反法定程序。

《人民法院报》认为，此案是中国行政法制发展中的一个里程碑，促进了高校教育管理领域的法制化，同时也对中国行政诉讼受案范围的调整产生了很大影响。
此案中法院的判决也引发了许多争议，包括北京科技大学是否作为适格的行政诉讼被告，相关案情认定是否清楚，以及学生被学校处分后的合法救济渠道等问题。